# Steifer Lauch
Der Steife Lauch (Allium strictum), auch Steif-Lauch genannt, ist eine Pflanzenart aus der Gattung Lauch (Allium) in der Unterfamilie der Lauchgewächse (Allioideae).

## Beschreibung
Der Steife Lauch ist eine ausdauernde krautige Pflanze, die Wuchshöhen von 15 bis 40 Zentimetern erreicht. Die Zwiebel ist mit einem Durchmesser von 0,5 bis 0,8 Zentimetern sehr schlank und die äußeren Hüllen sind netzfaserig. Die Laubblätter sind mehr oder weniger flach, schmal bandförmig, auf der Oberseite etwas rinnig und 3 bis 5 Millimeter breit.
Im doldigen Blütenstand werden keine Brutzwiebeln ausgebildet; er ist von einem einzelnen Hochblatt umhüllt. Die Blütenstiele sind ein- bis zweimal so lang wie die Blütenhüllblätter. Die zwittrigen Blüten sind dreizählig. Die sechs Blütenhüllblätter sind relativ hell purpurn gefärbt. Die Staubblätter stehen etwas über die Krone hinaus. Die Staubfäden sind mit kurzen und stumpfen Zähnen besetzt.
Die Chromosomenzahl beträgt 2n = 48, seltener 16 oder 32.

## Vorkommen und Gefährdung
Der Steife Lauch ist in Mittel- sowie Osteuropa und in Asien bis hin zur Mongolei verbreitet.
Er wächst auf Felsfluren und Xerothermrasen auf trockenen, basenreichen, nährstoffarmen Stein- und Lehmböden. Er ist gebietsweise eine Charakterart des Allio-stricti-Festucetum pannonicae aus dem Verband Seslerio-Festucion, kommt aber auch in Gesellschaften der Ordnung Festucetalia valesiacae vor.
In Deutschland ist der Steife Lauch nach Anlage 1 zur Bundesartenschutzverordnung i. V. m.§ 44 des Bundesnaturschutzgesetzes (BNatSchG) besonders geschützt und wird in der Roten Liste der Farn- und Blütenpflanzen Deutschlands als stark gefährdet geführt.